# Sirný pramen Heliga
Sirný pramen Heliga je pramen pitné minerální vody nacházející se v Česku v obci Čejč, okrese Hodonín, Jihomoravském kraji v nadmořské výšce 175 m n. m.

## Název
Název pramene Heliga je odvozen z německého slova Helige, což je v českém překladu „svatá voda“.

## Popis
Jedná se o sirnatý minerální pramen, je silně cítit po zkažených vejcích. V místech, kde vytéká, žijí sirné bakterie. Pramen vyvěrá z kamenné studny, nachází se přímo v korytě Čejčského potoka. Voda vyvěrá z trubky ze studny a vývěr je poměrně vydatný. Okolím pramene prochází červeně značená turistická trasa, z níž vede k prameni odbočka. Voda z pramene má prokázané blahodárné účinky na trávicí soustavu.